# Зенодор (тетрарх)
Зенодор (др.-греч. Ζηνόδωρος; ум. ок. 20 до н. э.) — правитель княжества (затем тетрарх) в Итурее после 36 — ок. 20 до н. э., последний фактический правитель Итурейского государства.
Возможно, араб по происхождению. По сообщению Иосифа Флавия, купил или арендовал владения тетрарха Лисания, казнённого Марком Антонием. Так как эти земли давали мало дохода, Зенодор поощрял разбои жителей Трахонитиды, грабивших дамасские владения. Жители пограничных районов обратились с жалобой к наместнику Сирии, и около 22 года до н. э. Август распорядился передать Ироду часть территорий Зенодора — Трахонитиду, Батанею и Авранитиду, с тем, чтобы царь Иудеи пресёк разбойничьи набеги. Зенодор отправился в Рим, но ничего не добился у императора; тогда он продал Авранитиду арабам за 50 талантов. Так как эта область должна была отойти к Ироду, между ним и арабами начался вооружённый конфликт.
В 20 году до н. э. в Сирию прибыл Август. Зенодор поддержал жителей Гадары, жаловавшихся императору на жестокость и тираническое правление Ирода. Поскольку Август эти жалобы проигнорировал, гадарцы предпочли покончить с собой, лишь бы не попасть в руки палачей иудейского царя. По словам Иосифа Флавия, «к этой крупной удаче царя прибавилась ещё одна», когда Зенодор получил какое-то повреждение кишечника и умер в Антиохии от потери крови. Исследователи полагают, что внезапная смерть в городе, где находились Август и Ирод, могла быть насильственной.
После этого Август передал Ироду значительную часть земель Зенодора — Улафу и область Паниады (Баниас) между Трахонитидой и Галилеей.
Относительно принадлежности Зенодора к Итурейской династии существуют разные мнения. На основании надгробной надписи из Гелиополя («Зенодор, сын Лисания из Лисаниевой тетрархии») многие исследователи считают его сыном тетрарха Лисания. По мнению Анри Сейрига, речь в этой надписи идёт о сыне другого Лисания — тетрарха Абилены, который, таким образом, доводился внуком первому Зенодору. Основанием для такого заключения служит то, что в надписи Зенодор сам не назван тетрархом. Другие полагают, что при современном состоянии источников разрешить этот вопрос невозможно. Единственный нарративный источник — Иосиф Флавий — пишет, что «некий Зенодор» купил владения Лисания, и не указывает на существование между ними родственной связи.
От Зенодора сохранилось два монетных выпуска: 31/30 и 26/25 до н. э., на монетах последнего он именуется тетрархом и первосвященником (при жизни Клеопатры, у которой он, по-видимому, арендовал Итурею, титуловаться тетрархом не мог). Обвинения в грабежах, которые приводит Иосиф, отражают, по-видимому, точку зрения Ирода, и были позаимствованы из сочинений Николая Дамасского.